# W.P. Kellino
W.P. Kellino, pseudonimo di William Philip Gislingham (Londra, 1874 – Edgware, 31 dicembre 1958), è stato un regista e sceneggiatore inglese.

## Biografia
Il suo vero nome era William Philip Gislingham. Nato a Londra nel 1874, iniziò a lavorare nel circo, come acrobata e clown. Nel 1912, passò al cinema, dirigendo i suoi primi film e fondando i Teddington Studios. Era noto per i suoi cortometraggi comici - tra i primi del cinema britannico - che avevano come protagonisti Fred e Joe Evans.
Nella sua carriera durata fino a metà degli anni trenta, Kellino diresse oltre 150 pellicole. Saltuariamente, fu anche attore e sceneggiatore.

## Vita privata
Suo figlio Roy Kellino, che lavorò nel cinema come regista, produttore e direttore della fotografia, sposò prima l'attrice inglese Pamela Mason, da cui divorziò nel 1940; poi, in seconde nozze, l'attrice statunitense Barbara Billingsley.

## Filmografia

### Regista
- The Taming of Big Ben (1912)
- Pimple Does the Turkey Trot (1912)
- Pimple and the Snake (1912)
- Grand Harlequinade (1912)
- Yiddle on My Fiddle (1912)
- The Coster's Honeymoon (1912)
- Everybody's Doing It (1913)
- The Jovial Fluid (1913)
- The Flight of Wealth (1913)
- Mrs. LeTare Lets Apartments (1913)
- Juggling Mad (1913)
- He Did It for the Best (1913)
- Bumbles' Walk to Brighton (1913)
- Bumbles' Diminisher (1913)
- A Knife to Grind (1913)
- Parcels for the Baby (1913)
- On the Hop (1913)
- Oh That Woollen Undervest! (1913)
- How Willy Joined Barnum Bill (1913)
- Bumbles' Radium Minstrels (1913)
- Bumbles' Goose (1913)
- Bumbles Becomes a Crook (1913)
- Bumbles, Photographer (1913)
- Nosey Parker (1913)
- The Rival Musicians (1913)
- Nobby, the New Waiter (1913)
- Nobby and the Pearl Mystery (1913)
- Money-Making Coats (1913)
- Bumbles and the Bass (1913)
- Bumbles' Holiday (1913)
- The Happy Dustmen (1913)
- The Dustmen's Holiday (1913)
- Stoggles' Christmas Dinner (1913)
- Bumbles' Electric Belt (1913)
- Baby's Photograph (1913)
- The White Stocking (1914)
- The Students' Night Out (1914)
- The Domestic Game Hunt (1914)
- Nobby the Knut (1914)
- Bumbles Goes Butterflying (1914)
- Betty's Birthday (1914)
- Nobby Wins the Cup (1914)
- Nobby's Tango Teas (1914)
- After the Ball Was Over (1914)
- Snooks As a Fireman (1914)
- Nobby's Stud (1914)
- Dip 'Em and Do 'Em, Ltd. (1914)
- Bumbles' Appetite (1914)
- You're Wanted on the Phone, Sir (1914)
- Love and a Tub (1914)
- The Happy Dustmen Play Golf (1914)
- Picture Palace Piecans (1914)
- How Spotted Duff Saved the Squire (1914)
- Bertie's Baby (1914)
- A Pointed Joke (1914)
- The Mystery of the Landlady's Cat (1914)
- The Gypsy's Curse (1914)
- Nobby's Ju-Jitsu Experiments (1914)
- Fidgett's Superstitions (1914)
- Dr. Dosem's Deputy (1914)
- Conspicuous Bravery (1914)
- Chums (1914)
- Who Was to Blame (1914)
- The Tromboner's Strong Note (1914)
- Spy Catchers (1914)
- Ginger Seeks a Situation (1914)
- The Pet Hen (1914)
- The Happy Dustmen's Christmas (1914)
- Grand Christmas Harlequinade (1914)
- Potted Pantomimes (1914)
- The Wrong House (1915)
- Some Actors (1915)
- Pote's Poem (1915)
- Extravagant Molly (1915)
- The Order of the Bath (1915)
- Playing the Deuce (1915)
- His Father's Sin (1915)
- Bill's Monicker (1915)
- Who Kissed Her? (1915)
- Spoof! (1915)
- He Would Act (1915)
- Fighting Billy (1915)
- What a Bounder (1915)
- The Dustman's Nightmare (1915)
- Hamlet (1915)
- Oh That Face! (1915)
- Eggs! (1915)
- Caught in a Kilt (1915)
- A Fight for Life (1915)
- Paying Him Out (1915)
- Inventing Trouble (1915)
- Romeo and Juliet (1915)
- None But the Brave (1915)
- Billy's Spanish Love Spasm (1915)
- The Man in Possession (1915)
- The Only Man (1915)
- The Terrible 'Tec (1916)
- The Tale of a Shirt (1916)
- The Perils of Pork Pie (1916)
- The Dustman's Wedding (1916)
- A Wife in a Hurry (1916)
- The Dustmen's Outing (1916)
- The Dummy (1916)
- Parker's Weekend (1916)
- Economy (1917)
- Hullo! Who's Your Lady Friend?
- Billy the Truthful (1917)
- The Missing Link (1917)
- How's Your Poor Wife? (1917)
- Billy Strikes Oil (1917)
- Splash Me Nicely (1917)
- Billy's Stormy Courtship (1917)
- The Exploits of Parker (1918)
- The Green Terror (1919)
- Angel Esquire (1919)
- The Fall of a Saint
- The Lightning Liver Cure
- Sweep (1920)
- Souvenirs (1920)
- Run! Run! (1920)
- On the Reserve
- Cupid's Carnival (1920)
- Cousin Ebenezer (1920)
- A Broken Contract (1920)
- The Fordington Twins (1920)
- Saved from the Sea (1920)
- The Fortune of Christina McNab (1921)
- The Autumn of Pride (1921)
- Class and No Class (come Will P. Kellino) (1921)
- A Soul's Awakening (1922)
- Rob Roy (1922)
- Young Lochinvar (1923)
- The Colleen Bawn (1924)
- His Grace Gives Notice
- The Mating of Marcus
- Not for Sale
- We Women
- Confessions (1925)
- The Painted Lady (1925)
- The Lady in Silk Stockings
- The Lady in Lace
- The Lady in Jewels
- The Lady in High Heels
- The Lady in Furs
- The Gold Cure
- Further Adventures of a Flag Officer (1927)
- Sailors Don't Care
- Smashing Through
- The Rocket Bus
- Alf's Button (1930)
- Aroma of the South Seas
- Who Killed Doc Robin?
- Hot Heir
- Bull Rushes
- The Poisoned Diamond
- Wishes (1934)
- Sometimes Good
- Royal Cavalcade
- Lend Me Your Wife
- Pay Box Adventure
- Hot News (1936)

### Sceneggiatore
- The Wrong House, regia di W.P. Kellino (1915)
- Some Actors, regia di W.P. Kellino (1915)
- Pote's Poem, regia di W.P. Kellino (1915)
- Extravagant Molly, regia di W.P. Kellino (1915)
- Fighting Billy, regia di W.P. Kellino (1915)
- The Poisoned Diamond
- Lend Me Your Wife

### Attore
- How Willy Joined Barnum Bill, regia di W.P. Kellino (1913)
- Grand Christmas Harlequinade, regia di W.P. Kellino (1914)
- Playing the Deuce, regia di W.P. Kellino (1915)
- A Wife in a Hurry, regia di W.P. Kellino (1916)
- The Missing Link, regia di W.P. Kellino (1917)